# 芭蕉侗族乡
芭蕉侗族乡是中华人民共和国湖北省恩施土家族苗族自治州恩施市下辖的一个民族乡。

## 行政区划
芭蕉侗族乡下辖以下村级行政区划单位：
芭蕉社区、灯笼坝村、寨湾村、楠木园村、甘溪村、黄泥塘村、二峰岩村、王家村、米田村、天桥村、白果树村、高拱桥村、朱砂溪村、小红岩村、南河村、白岩村、黄连溪村和戽口村。